# Иордан, Михал Стефан
Михал Стефан Иордан (умер в марте 1739) — польский государственный деятель и магнат, ловчий великий коронный (с 1704), воевода брацлавский (1719—1739), староста добчицкий (с 1697) и остроленцкий (с 1718).

## Биография
Представитель польского магнатского рода Иорданов герба «Трубы». Сын каштеляна войницкого и старосты добчицкой Франтишека Иордана и Барбары Корыцинской (дочери канцлера великого коронного Стефана Корыцинского).
Получил хорошее образование, в юности путешествовал по Франции, Испании и Иаталии, изучая военное искусство. После возвращения на родину в 1689 году избирался послом (депутатом) на сейм. В 1689 году получил звание чашника краковского. В чине полковника коронных войск участвовал в войне с Османской империей и Крымским ханством.
Михал Иордан был вначале противником саксонской династии, во время бескоролевья избирался послом на конвокационный сейм, но затем поддержал кандидатуру Августа II. На сейме 1703 года был избран депутатом для выдачи коронной казны. В 1704 году Михал Стефан Иордан был консуляром Краковского воеводства в Сандомирской конфедерации, в том же году он получил должность ловчего великого коронного. В 1709 году он стал вице-маршалком Коронного трибунала.
В 1713 году Михал Стефан Иордан был избран депутатом от Краковского воеводства в Коронный трибунал. О его участии в Северной войне неизвестно, хотя в 1715 году он командовал панцирной хоругвью. В 1719 году Михал Стефан Иордан получил должность воеводы брацлавского и стал сенатором Речи Посполитой. В 1723 году он был членом комиссии на переговорах с берлинским двором.
В 1733 года Михал Стефан Иордан поддержал элекцию (избрание на престол) Августа III и принял участие в коронационном сейме.
Библиофил, имел богатую библиотеку. Август III пожаловал ему Орден Белого Орла.
Один из самых богатых магнатов Малой Польши.
Был похоронен в костеле реформатов в Кракове.

## Семья
Михал Стефан Иордан был дважды женат. Его первой супругой с 1697 года была Анна Морштын.
Вторично женился на Анастасии Мышковской, дочери пиньчувского ордината Станислава Казимежа Мышковского (ок. 1660—1684). Её первым мужем был воевода смоленский Ян Кос. В браке родились сыновья:
- Стефан Иордан
- Адам Иордан, староста остроленцкий